# ياسوكو إندو
ياسوكو إندو (باليابانية: 遠藤康子؛ بالكانا: えんどう やすこ) هي ممثلة يابانية، ولدت في 21 أكتوبر 1968 في طوكيو في اليابان، وتوفيت بنفس المكان في 29 مارس 1986 بسبب سقوط.